# دومينيك واست
دومينيك جيرار واست (من مواليد 15 أكتوبر 1969) هو ممثل إنجليزي اشتهر بدور المحقق جيمي ماكنولتي في مسلسل الدراما ذا واير.

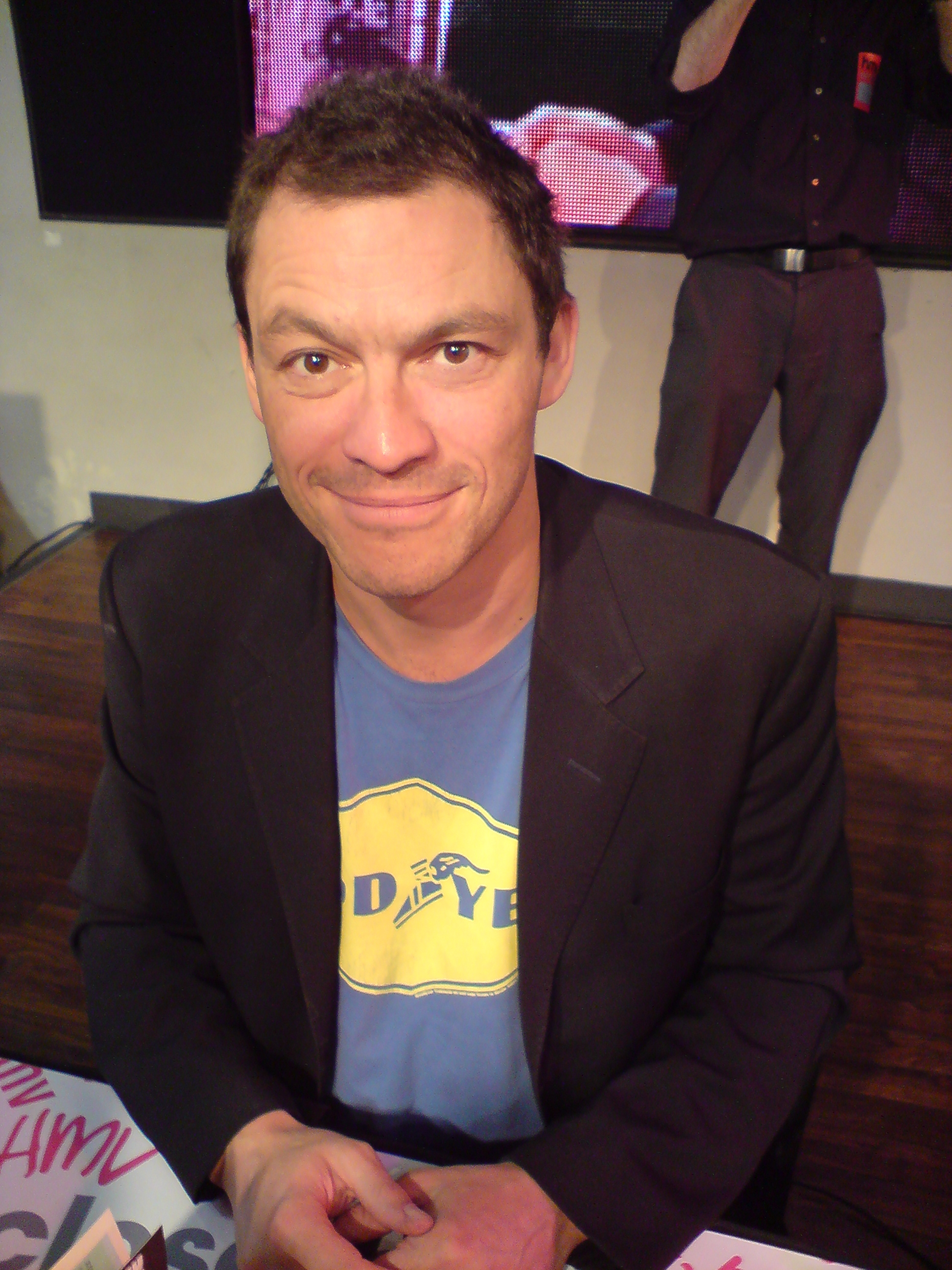
دومينيك واست

## حياته
دومينيك واست ترجع اصوله إلى عائلة كاثوليكية إيرلندية في شيفيلد وولده يملك مصنع البلاستيك درس دومينيك في كلية إيتون وكلية ترينيتي في دبلن وقد تخرج من مدرسة الموسيقى عام 1995

## وصلات خارجية
- دومينيك واست على موقع IMDb (الإنجليزية)
- دومينيك واست على موقع روتن توميتوز (الإنجليزية)
- دومينيك واست على موقع قاعدة بيانات الأفلام العربية
- دومينيك واست على موقع ألو سيني (الفرنسية)
- دومينيك واست على موقع ميوزك برينز (الإنجليزية)
- دومينيك واست على موقع أول موفي (الإنجليزية)
- دومينيك واست على موقع قاعدة بيانات برودواي على الإنترنت (الإنجليزية)
- دومينيك واست على موقع قاعدة بيانات الأفلام السويدية (السويدية)
- دومينيك واست على موقع إن إن دي بي (الإنجليزية)
- دومينيك واست على موقع ديسكوغز (الإنجليزية)
- صفحة دومينيك واست على موقع الفيلم